# Anton Maria Salviati
Anton Maria Salviati (ur. 21 stycznia 1537 we Florencji, zm. 16 kwietnia 1602 w Rzymie) – włoski kardynał.

## Życiorys
Urodził się 21 stycznia 1537 roku we Florencji, jako syn Lorenza Salviatiego i Costanzy Conti. 8 sierpnia 1561 roku został wybrany biskupem Saint-Papoul. Po trzech latach zrezygnował z zarządzania diecezją i został klerykiem, a następnie dziekanem Kamery Apostolskiej. W latach 1572–1578 pełnił funkcję nuncjusza we Francji. 12 grudnia 1583 roku został kreowany kardynałem diakonem i otrzymał diakonię Santa Maria in Aquiro. Był legatem w Bolonii i Romanii. 20 kwietnia 1587 roku został podniesiony do rangi kardynała prezbitera i otrzymał kościół tytularny Santa Maria della Pace. Innocenty IX mianował go także przewodniczącym Trybunału Roty Rzymskiej. Zmarł 16 kwietnia 1602 roku w Rzymie.